# Bartramia laevisphaera
Bartramia laevisphaera là một loài rêu trong họ Bartramiaceae. Loài này được Taylor Müll. Hal. mô tả khoa học đầu tiên năm 1849.